# Big Hoops (Bigger the Better)
«Big Hoops (Bigger the Better)» en Español: Aros Grandes (Cuanto más grandes mejor), es una canción R&b, influenciada por el colectivo hip hop Odd Future y producciones de los noventa, de la cantante y compositora luso-canadiense Nelly Furtado incluida en su quinto álbum de estudio The Spirit Indestructible. La canción fue escrita por Furtado y fue lanzada el 17 de abril de 2012 vía iTunes como primer sencillo del álbum.
La letra de la canción se refiere a la vida de la cantante cuando era adolescente y describe su pasión por la música hip hop y R&B en ese momento. "Big Hoops (Bigger the Better)" recibió críticas mixtas a positivas de los críticos musicales.

## Video musical
El video musical para Big Hoops (Bigger the Better) fue grabado el 5 de abril de 2012 en Los Ángeles y estrenado en Much Music el 3 de mayo de 2012, mientras que publicado por VEVO el 7 de mayo de 2012.

### Sinopsis
El video muestra a Nelly Furtado caminando con zancos por la ciudad, mientras la gente debajo de ella la mira con sorpresa. En otras escenas, se puede ver a Nelly junto a dos bailarines profesionales que bailan con hula hoops.

## Rendimiento en listas
La canción debutó en el número 60 de la Canadian Hot 100, dónde su semana siguiente subió hasta el número 28. También alcanzó el puesto 46 de la Belgian Tip Chart.
En el Reino Unido, el sencillo alcanzó el puesto 14, uno de los mejores puestos alcanzados desde su sencillo All Good Things (Come to an End) del 2006. En los Estados Unidos, el sencillo no pudo ingresar a la Billboard Hot 100, pero si lo hizo en Hot Dance Club Songs y Pop Songs alcanzando los puestos 40 y 6 respectivamente.

## Presentaciones en vivo
En mayo de 2012, Nelly presentó la canción en el UK Chat Show de Alan Carr: Chatty Man. Mientras que por primera vez en los Estados Unidos durante la ceremonia de los Billboard Music Awards 2012 y en Canadá durante los premios MuchMusic Video Awards 2012.

## Formatos
- Descarga digital[9]

1. "Big Hoops (Bigger the Better)" – 3:52

- Descarga digital EP[10]

1. "Big Hoops (Bigger the Better)" – 3:52
2. "Something" (featuring Nas) – 3:17
3. "Big Hoops (Bigger the Better)" (extended version) – 5:52
4. "Big Hoops (Bigger the Better)" (instrumental) – 3:52

- Sencillo en CD[11]

1. "Big Hoops (Bigger the Better)" – 3:52
2. "Big Hoops (Bigger the Better)" (extended version) – 5:52

## Posicionamiento en las listas
| Listas (2012)                               | Más alta |
| ------------------------------------------- | -------- |
| Bélgica (Flandes) (Ultratip Bubbling Under) | 5        |
| Bélgica (Valonia) (Ultratip Bubbling Under) | 8        |
| Canadá (Canadian Hot 100)                   | 28       |
| Netherlands (Dutch Top 40)                  | 26       |
| Escocia (Scottish Singles Sales Chart)      | 22       |
| Reino Unido (UK Singles Chart)              | 14       |
| US Pop Songs (Billboard)                    | 40       |
| US Hot Dance Club Songs (Billboard)         | 6        |
| Chile Rankea'o                              | 5        |

## Historial de lanzamientos
| País           | Fecha               | Formato                                 |
| -------------- | ------------------- | --------------------------------------- |
| Francia        | 16 de abril de 2012 | Airplay                                 |
| Estados Unidos | 17 de abril de 2012 | Descarga digital                        |
| Estados Unidos | 1 de mayo de 2012   | Top 40/Mainstream and Rhythmic radio    |
| Alemania       | 18 de mayo de 2012  | Sencillo en CD                          |
| Reino Unido    | 3 de junio de 2012  | Descarga digital                        |
| Estados Unidos | 12 de junio de 2012 | Descarga digital - The Remixes - Part 1 |
| Estados Unidos | 19 de junio de 2012 | Descarga digital - The Remixes - Part 2 |